# Matthew Morrison (álbum)
Matthew Morrison es el álbum debut de la estrella de Glee Matthew Morrison publicado el 10 de mayo de 2011. La canción «Still Got Tonight», coescrita por Kris Allen, se lanzó por primera vez como sencillo promocional para tiendas digitales como cuenta atrás para el lanzamiento del álbum junto con los temas «Over the Rainbow» (con Gwyneth Paltrow) y «Mona Lisas and Mad Hatters / Rocket Man» (con Elton John), y un mes después interpretada en un teatro de Broadway por el propio Matthew en el final de temporada de Glee (coprotagonizado por Matthew como Will Schuester), “New York” (temporada 2, episodio 22). «Arms of a Woman» es una versión de la canción de Amos Lee.
A fecha de 21 de marzo de 2013, el álbum ha vendido 55.000 copias en Estados Unidos.

## Recepción Crítica
Las críticas del álbum fueron variadas. La editora de AllMusic Heather Phares le dio tres de cinco estrellas, elogiando algunas de las canciones como su dueto con Gwyneth Paltrow por su melodía, por dar a su voz «más que hacer que la mayoría del pop contemporáneo» y «It's Over» por ser «una de las expresiones más verdaderas de su talento», pero consideró que en los mejores momentos -sus duetos con Sting y Elton John- «da la impresión de que no puede llevar una canción sin alguien más». Y concluye: «En definitiva, Matthew Morrison es más disperso y menos fresco que lo que canta semana tras semana en Glee. Aunque tiene muchos momentos atractivos, no saca partido de la estrella y la potencia vocal de Morrison». Jody Rosen de Rolling Stone dijo del disco: «Veredicto: un LP ligeramente encantador, a veces torpe, que gustará a los Gleeks y desconcertará a todos los demás. Predicción: Será un gran éxito». El escritor de Slant Magazine Jonathan Keefe criticó las canciones producidas por el productor por ser «la marca más mediocre e indistinta de pop que nunca es menos que competente, pero nunca es ni siquiera un poco innovadora o digna de mención» y las pistas originales por ser «igual de poco memorables», pero dio una visión positiva de su voz diciendo: «[N]o es que Morrison sea un mal cantante: En realidad tiene un tenor puro y agradable que es tan ágil y expresivo como el de cualquier intérprete experimentado».

## Lista de Canciones
| N.º   | Título                                                     | Producer(s)                   | Duración |  |
| 1.    | «Summer Rain»                                              | Espionage                     | 3:32     |  |
| 2.    | «Still Got Tonight»                                        | Andrew Frampton, Steve Kipner | 4:29     |  |
| 3.    | «Let Your Soul Be Your Pilot» (con Sting)                  | Rob Mathes                    | 5:30     |  |
| 4.    | «My Name»                                                  | Rob Mathes                    | 3:22     |  |
| 5.    | «Hey»                                                      | Kristian Lundin, Carl Falk    | 3:19     |  |
| 6.    | «Over the Rainbow» (con Gwyneth Paltrow)                   | Rob Mathes                    | 4:43     |  |
| 7.    | «Don't Stop Dancing»                                       | Matt Squire                   | 2:53     |  |
| 8.    | «It Don't Matter to the Sun»                               | Rob Mathes                    | 4:32     |  |
| 9.    | «Mona Lisas and Mad Hatters / Rocket Man» (con Elton John) | Rob Mathes                    | 6:51     |  |
| 10.   | «It's Over»                                                | Marc Shaiman                  | 2:23     |  |
| 41:30 |                                                            |                               |          |  |

| iTunes Store bonus track |                   |          |  |
| N.º                      | Título            | Duración |  |
| 11.                      | «A Boy Can Dream» | 3:28     |  |

| Amazon MP3 bonus track |                   |          |  |
| N.º                    | Título            | Duración |  |
| 11.                    | «Arms of a Woman» | 4:12     |  |

| Barnes & Noble bonus track |                                        |          |  |
| N.º                        | Título                                 | Duración |  |
| 11.                        | «Still Got Tonight» (acoustic version) | 4:30     |  |

## Charts

### Album
| Chart (2011)                        | Peak position |
| ----------------------------------- | ------------- |
| Australia (Australian Albums Chart) | 61            |
| Reino Unido (UK Albums Chart)       | 63            |
| Estados Unidos US (Billboard 200)   | 24            |

### Sencillos
| Año  | Título        | Posiciones en Listas |
| Año  | Título        | (US AC)              |
| ---- | ------------- | -------------------- |
| 2011 | "Summer Rain" | 16                   |